# DB V 100 sorozat
A DB V 100.10 sorozat egy német dízelmozdony-sorozat volt. 1958 és 1963 között gyártotta a MaK. A Deutsche Bahn 2001-ben selejtezte a sorozatot. A sorozat normál és keskeny-nyomközű változatban is létezik, illetve V 100 PA típusjelöléssel kifejezetten magánvasúti használatra tervezett változatban is gyártották.

## Lásd még
- ÖBB 2048

### Könyvek
- Peter Große, Josef Högemann: Die Baureihe V 100, EK-Verlag, Freiburg 2005, ISBN 3-88255-104-6
- Andreas Burow: Die V 100-Familie, GeraNova Bruckmann, München, 2004, ISBN 3-7654-7109-7
- Alexander von Lüpke: Museumslokomotive 212 203-4. Eisenbahnfachbuch-Verlag, Neustadt 2003, ISBN 3-9807748-0-5

### Újságcikkek
- Fritz Engbarth: Abgelöst! Das Ende der V 100 in der Pfalz. In: Eisenbahn-Kurier. Nr. 337/Jahrgang 34/2000. EK-Verlag GmbH, ISSN 0170-5288, S. 50-53.
- Marcus Niedt: Mädchen für alles. Die Baureihen 211-214 der Bundesbahn. In: LOK MAGAZIN. Nr. 238/Jahrgang 40/2001. GeraNova Zeitschriftenverlag GmbH München, ISSN 0458-1822, S. 69-79.
- Thomas Feldmann: Baureihe 212. Im Führerstand. In: LOK MAGAZIN. Nr. 257/Jahrgang 42/2003. GeraNova Zeitschriftenverlag GmbH München, ISSN 0458-1822, S. 52-55.
- Andreas Burow: Lok für steile Strecken. Die Baureihe 213. In: LOK MAGAZIN. Nr. 280/Jahrgang 44/2005. GeraNova Zeitschriftenverlag GmbH München, ISSN 0458-1822, S. 34-47.
- Jürgen Lorenz: "Baureihe 214 jetzt mit Zulassung-weitere Lieferungen an LOCON und DB Schenker". In:  "Eisebahnkurier" Nr. 7/2008, EK-Verlag Freiburg ((ISSN 0170-5288))

### Film
- SWR: Eisenbahn-Romantik – Abschied von der V 100 (Folge 364)